# Orden der Heiligen Großmärtyrerin Katharina

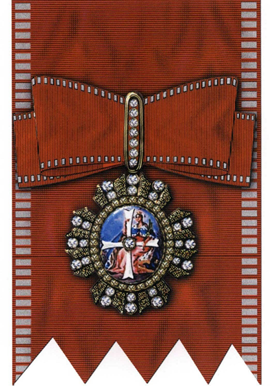
Orden der Heiligen Großmärtyrerin Katharina

Der Orden der Heiligen Großmärtyrerin Katharina (russisch Орден Святой великомученицы Екатерины) ist ein 2012 gestifteter Orden der Russischen Föderation. Benannt wurde der Orden nach Katharina von Alexandrien und rangiert unter dem Verdienstorden für das Vaterland (4. Klasse).

## Geschichte
Der Orden wurde am 3. Mai 2012 per Ukas Nr. 573 durch den damaligen russischen Präsidenten Dmitri Medwedew gestiftet und soll an Personen verliehen werden, die sich für „Beiträge zur Sicherung des Friedens, für Aktivitäten im humanitären Bereich oder zur Erhaltung des kulturellen Erbes“ eingesetzt haben.